# Кобиля-Лонка (Куявсько-Поморське воєводство)
Кобиля-Лонка (пол. Kobyla Łąka) — село в Польщі, у гміні Любень-Куявський Влоцлавського повіту Куявсько-Поморського воєводства.
Населення — 149 осіб (2011).
У 1975-1998 роках село належало до Влоцлавського воєводства.

## Демографія
Демографічна структура станом на 31 березня 2011 року:
|          | Загалом | Допрацездатний вік | Працездатний вік | Постпрацездатний вік |
| -------- | ------- | ------------------ | ---------------- | -------------------- |
| Чоловіки | 73      | 18                 | 46               | 9                    |
| Жінки    | 76      | 19                 | 38               | 19                   |
| Разом    | 149     | 37                 | 84               | 28                   |